# Ш-1
Ш-1 — первый советский самолёт-амфибия. Создан в 1929 году по заказу Осоавиахима конструктором Вадимом Борисовичем Шавровым, стал прототипом самого массового советского гидросамолёта Ш-2.

## История создания
Начиная с 1925 года разработкой гидроавиации в СССР занимался размещавшийся в Ленинграде при заводе «Красный лётчик» Отдел морского опытного самолётостроения (ОМОС) ЦКБ Авиатреста под руководством Д. П. Григоровича. В. Б. Шавров, работавший в конструкторской группе ОМОСа, увлёкся идеей создания лёгкого самолёта-гидроплана и к осени 1926 года подготовил эскизный проект. Это была двухместная летающая лодка-полутораплан деревянной конструкции с двигателем мощностью 40 л. с. (позднее проект был изменён под ожидавшийся советский двигатель мощностью 60 л. с.). В 1928 году ОМОС был переведён в Москву. В это время Шаврову удалось представить проект своего самолёта техническому совету Осоавиахима и заключить договор на постройку самолёта на 4000 рублей. Вместе с инженером В. Л. Корвин-Кербером он покинул ОМОС для реализации проекта.
Все основные узлы и агрегаты самолёта, включая крупногабаритные лодку-фюзеляж и крылья, были изготовлены в ленинградской квартире. Несмотря на «домашние» условия работы, разработка велась со всей тщательностью, модель продувалась в аэродинамической трубе Политехнического института. Окончательная сборка проходила в Гребном порту.
Единственный построенный экземпляр Ш-1 был передан Осоавиахиму и использовался для агитационных полётов. 26 февраля 1930 года, во время одного из полётов, самолёт с экипажем в составе лётчика В. П. Чкалова и механика Иванова в условиях плохой погоды потерпел аварию (экипаж не пострадал) и после этого не восстанавливался.

## История создания (свежий взгляд)

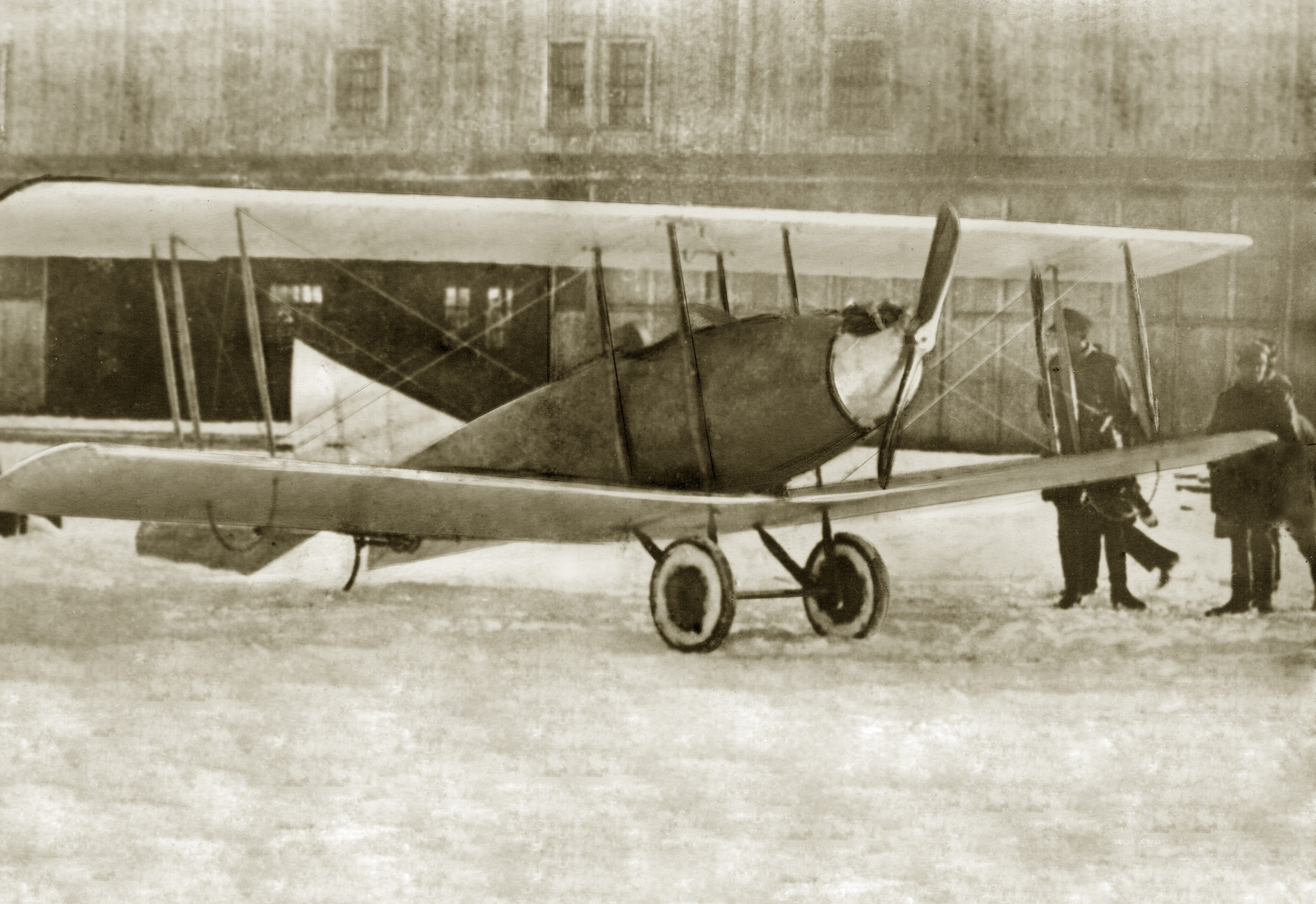
Авиетка «СК» А. Н. Седельникова и В. Л. Корвин-Кербера. на заводе «Красный лётчик». 1926 г.

Как-то в 1925 г. в Отделе морского опытного самолётостроения (ОМОС), располагавшегося в Ленинграде на заводе «Красный лётчик» появился известный полярный лётчик Б. Г. Чухновский и в приватной беседе со своим давним знакомым В. Л. Корвин-Кербером изложил идею создания самолёта-разведчика для полярной авиации. Задача заключалась в том, чтобы построить такой самолёт, который мог бы легко быть спущен на лед с борта даже небольшого корабля и иметь предельно короткий разбег с тем, чтобы взлететь даже с небольшой площадки, окруженной торосами.
В инициативном порядке, с молчаливого согласия руководителя ОМОС Д. П. Григоровича, в свободное от работы время, вместе с сотрудником ОМОС, авиаконструктором А. Н. Седельниковым, В. Л. Корвин-Кербером к весне 1926 г. была спроектирована и построена 2-х местная авиетка-биплан «СК». Имея форсированный до 16 л.с. двигатель от мотоцикла «Харлей» с фюзеляжем почти идеальной формы типа монокок, склеенным из 1,5-миллиметровой фанеры, авиетка обладала предельно низкой взлетно-посадочной скоростью в 45 км/час и весьма хорошими лётными качествами. Однако, недостаточная мощность двигателя не позволила использовать самолёт в тех целях, для которой он был создан, хотя это уже и не имело существенного значения.

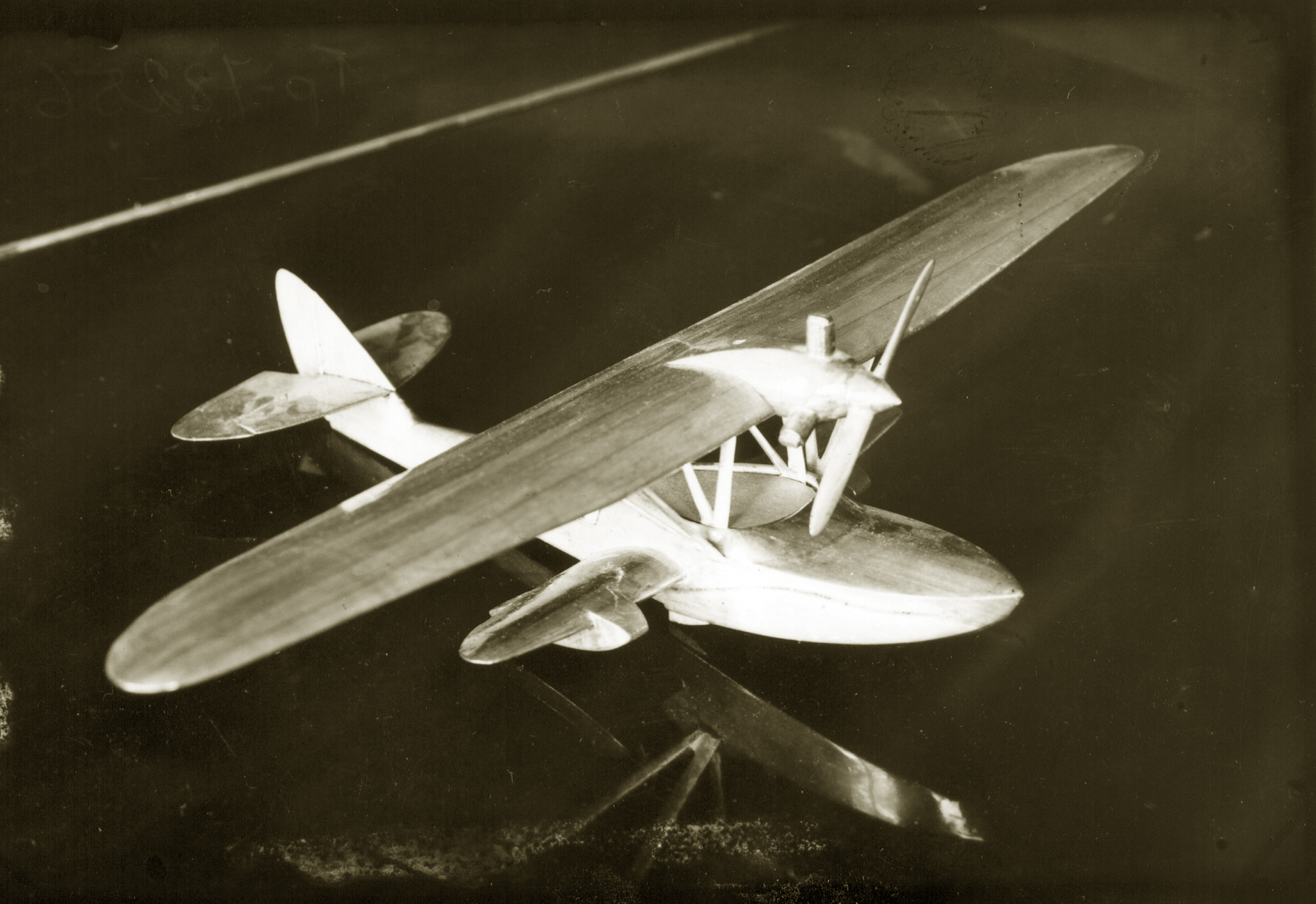
Макет амфибии, сделанный для аэродинамических испытаний. 1927 г.

Просто в 1926 г. Б. Г. Чухновский уже высказал мысль, что для полярной авиации в целях ледовой разведки требуется такой самолёт, который мог бы взлетать и садиться как с ледовой поверхности так и с воды. Осенью того же года, вместе с сотрудником ОМОС П. Д. Самсоновым, В. Л. Корвин-Кербер побывал в Севастополе, где знакомился с приобретенными Управлением ВВС у фирмы «Дорнье» двумя цельнометаллическими летающими лодками «Валь». Самолёт показал высокие качества гидроплана. Уже тогда стало ясно, что такая конструкция лодки позволит использовать её в Арктике. Там же в Севастополе В. Л. Корвин-Керберу удалось увидеть чертежи другой летающей лодкой той же фирмы — «Либелль» Её схема показалась ещё более привлекательной для небольшого самолёта полярной авиации.
Вернувшись в Ленинград, вместе с Б. Г. Чухновским они решили, что надо строить самолёт-амфибию по схеме «Либелль», используя некоторые решения, подмеченные у лодки «Валь». Б. Г. Чухновский пообещал, что попробует получить поддержку в Авиахиме, где он пользовался большим авторитетом.

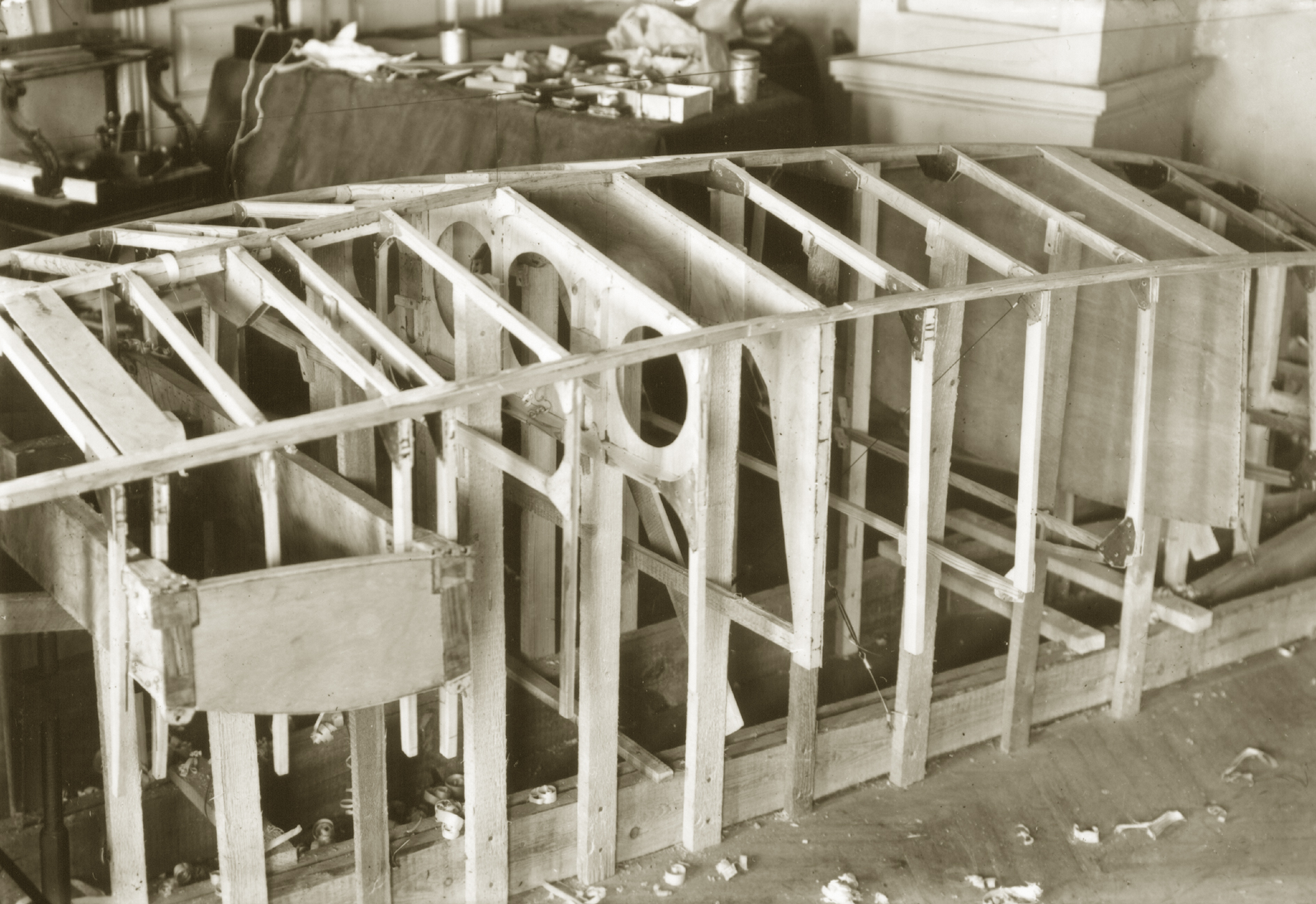

Почти сразу В. Л. Корвин-Кербер приступил к работе над проектом. Для участия в нём был приглашен молодой сотрудник ОМОС В. Б. Шавров, у которого оказались весьма полезные связи в Аавиапроме. Это, безусловно, могло помочь в ситуации, когда проект создается инициативно, а не по заданию сверху. Конструкторской деятельностью В. Б. Шавров занимался всего несколько месяцев, однако успел получить некоторые навыки проектирования лодки для РОМ-1 и, казалось, должен был справиться с этой задачей.
Как и предшествующая авиетка «СК», летающая лодка-амфибия проектировалась во внерабочее время. К работе приступили в конце 1926 г. и уже к лету следующего года основные проектные работы были завершены. В отличие от цельнометаллического самолёта «Либелль» спроектировали традиционный для Советской России того периода деревянный гидроплан — амфибию, опыта создания которой в России ещё не было.

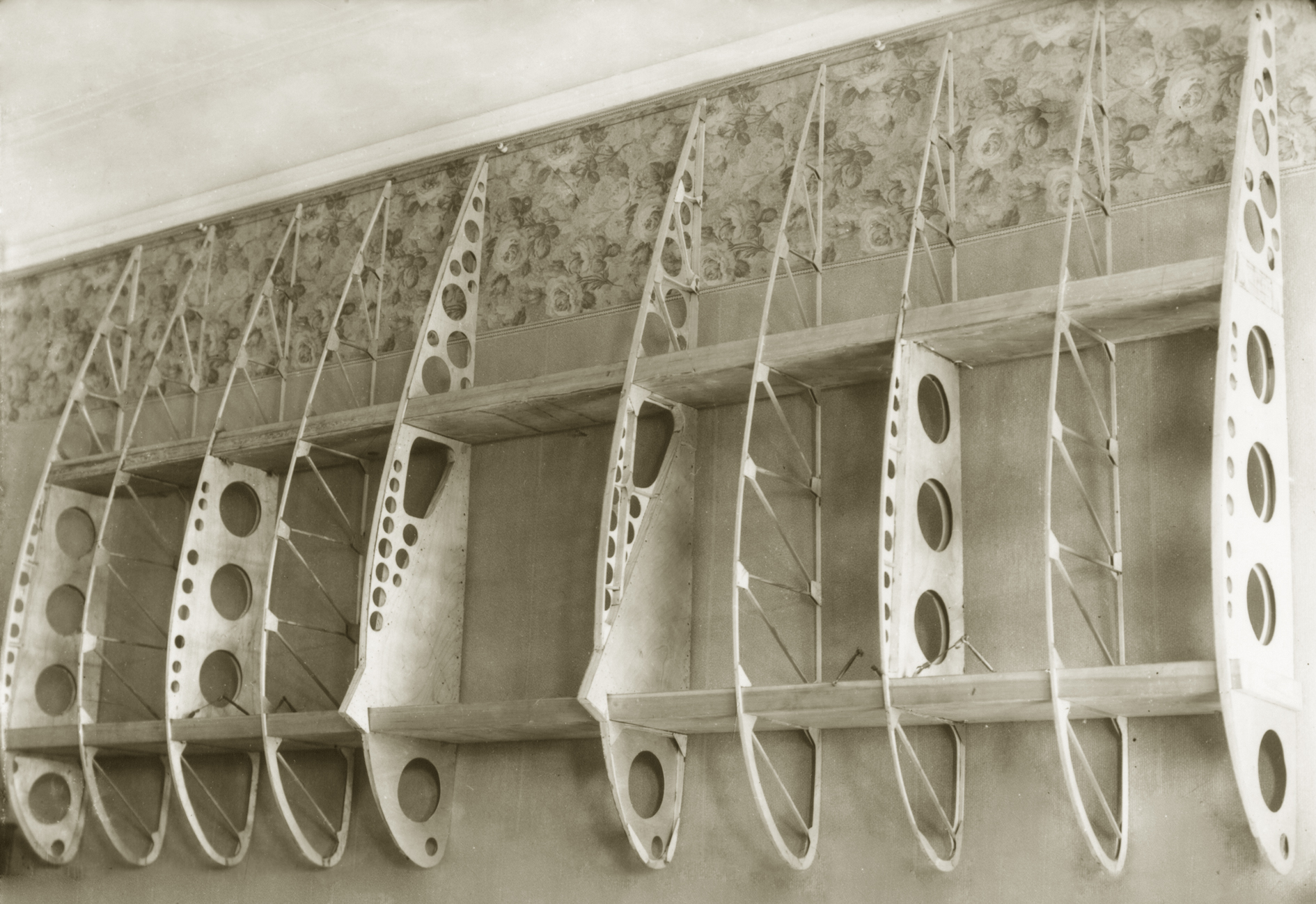

Отличительной особенностью явилось и то, что был применен (по аналогии с «Либелль») «тянущий» винт, в то время, как в России до этого на летающих лодках обычно применялся «толкающий». Схема подкосного полутораплана со свободнонесущими нижними крыльями-поплавками, расположенными у самой ватерлинии, придавала самолёту дополнительную боковую устойчивость на воде. Аэродинамические особенности крыльев позволяли достичь максимального коэффициента подъемной силы при относительно небольшом угле наклона самой лодки в момент касания воды или суши. Дополнительную подъемную силу, благодаря своей форме, позаимствованной от «Либелль», создавали поплавки.

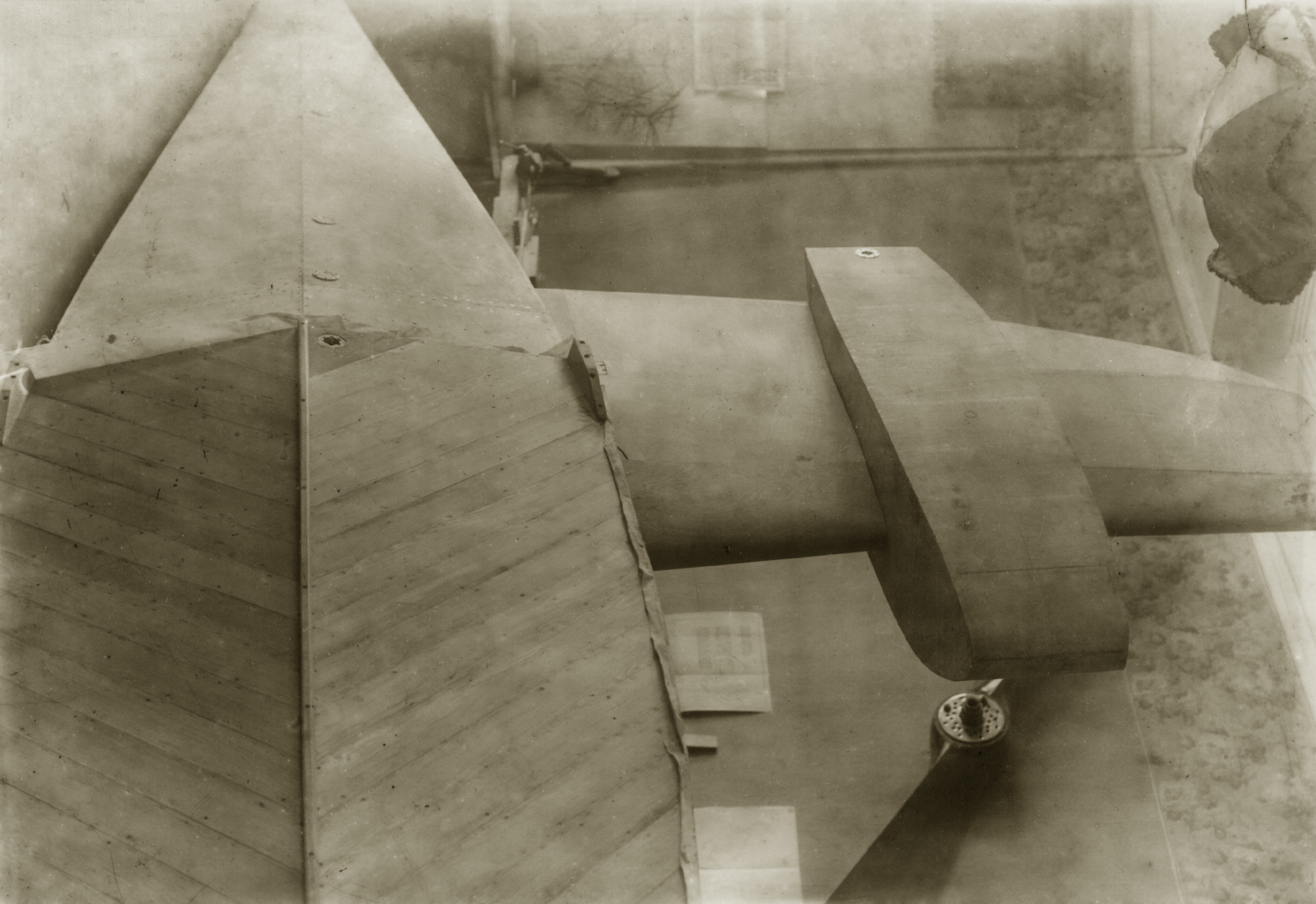

Летом 1927 года была сделана модель будущего самолёта. Пользуясь личными связями в Политехническом институте и будучи знакомым с давним другом и однокашником отца ещё по Морскому корпусу — академиком А. Н. Крыловым, который только недавно вернулся из многолетней командировки в Великобританию, В. Л. Корвин-Кербер договорился об испытании модели в аэродинамической трубе. Только после этого можно было представить проект Осоавиахиму.

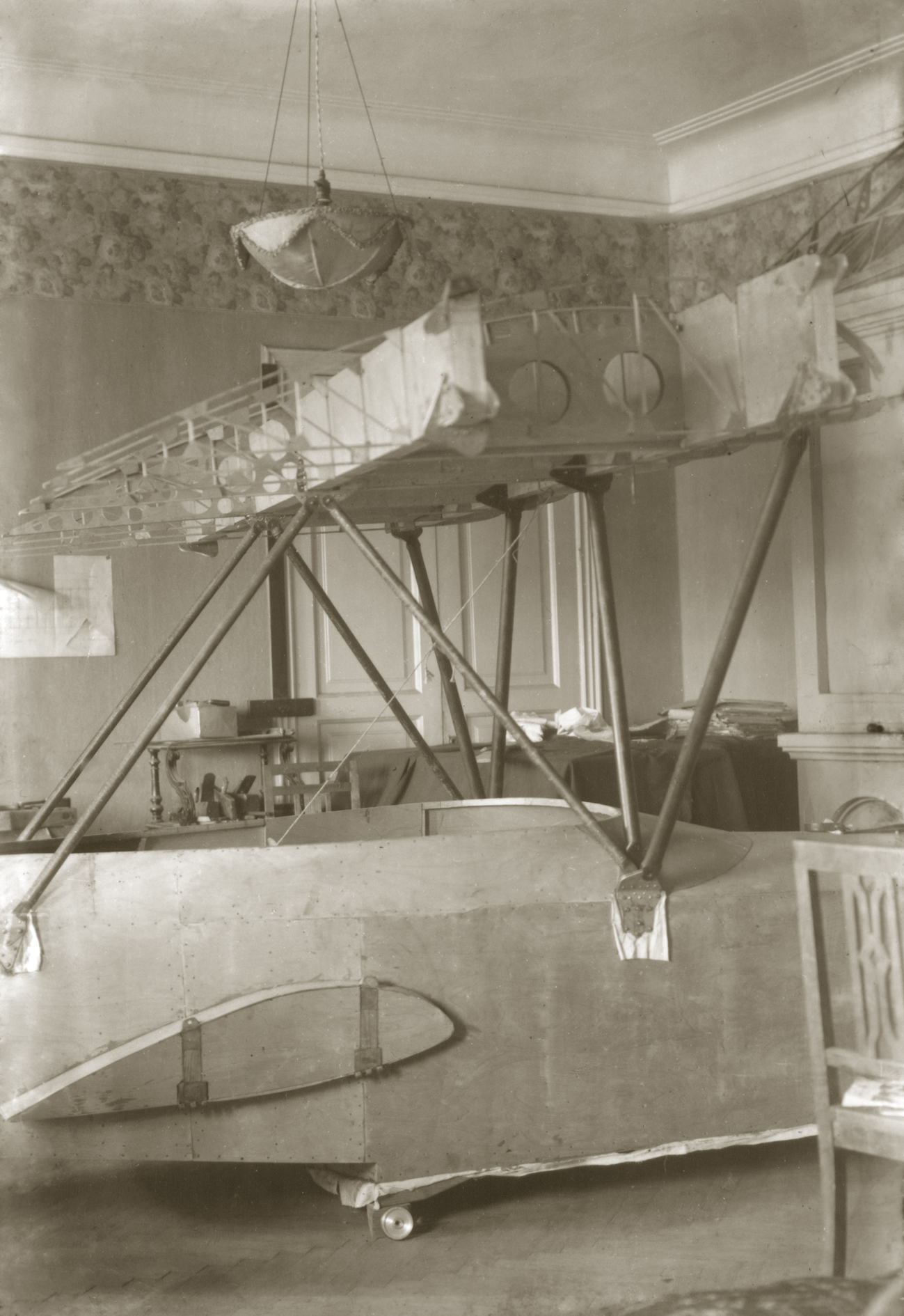
Этапы строительства амфибии в квартире В. Л. Корвин-Кебера. Лето 1928 г.

Но обстоятельства изменились. Осенью 1927 г., Д. П. Григорович направил В. Л. Корвин-Кербера в командировку в Севастополь для испытаний и доделки разведчика открытого моря РОМ-1. Командировка затянулась до весны 1928 г. За это время ОМОС переехал из Ленинграда в Москву. Из-за конфликта с главным конструктором, из отдела ушли многие его ключевые сотрудники, но В. Б. Шавров, почти не скрывавший своей нелюбви к Д. П. Григоровичу, оказался одним из немногих, кто поехал вместе с шефом. В Москве, в начале апреля при поддержке Б. Г. Чухновского, В. Б. Шавров представил проект амфибии Осоавиахиму, который одобрил его и выделил для строительства опытного образца гидроплана 4000 руб.
Именно к этому времени В. Л. Корвин-Кербер, также оставивший ОМОС, вернулся из Севастополя в Ленинград. Д. П. Григорович не прочь был освоить эти деньги у себя в ОПО-3 (так теперь назывался бывший ОМОС) но В. Л. Корвин-Кербер предложил В. Б. Шаврову уволиться, поскольку предполагал строить опытный образец на заводе «Красный лётчик». В. Б. Шавров вернулся в Ленинград, но неожиданно выяснилось, что по каким-то причинам строить опытный образец на заводе сразу не удастся. Решили начать строительство прямо у В. Л. Корвин-Кербера в многоэтажном доме по Новодеревенской набережной (дом № 12 сохранился до настоящего времени), где он с семьей занимал две комнаты в коммунальной квартире. Одна из комнат была таких размеров, что по диагонали можно было разместить стапель. В помощь с «Красного лётчика» был командирован механик Н. Н. Фунтиков.
Строительство началось уже 14 апреля 1928 г. Четвёртым его участником стала жена В. Л. Корвин-Кербера — Юлия, которой были поручены все текстильные работы. Кстати, летом, когда работы по строительству опытного образца амфибии были в самом разгаре, в Ленинградском отделении международного общества «Аэроарктики» завершалось формирование пятилетнего плана по изучению Крайнего Севера. В этой работе В. Л. Корвин-Кербер как член Ленинградского отделения, принимал самое активное участие. На съезде «Аэроарктики» 18-23 июня 1928 г. он информировал, что полярная авиация очень скоро будет располагать отечественным самолётом-амфибией.
В августе готовые узлы и детали амфибии были спущены через окно третьего этажа во двор. Самолёт был собран и готовился к рулению прямо против окон дома на Малой Невке. Испытывать должен был лётчик-сдатчик завода Л. И. Гикса.
Неожиданно, 5 ноября В. Л. Корвин-Кербер был арестован. Это произошло через 2 месяца после ареста в Москве его бывшего руководителя Д. П. Григоровича, который был обвинен во вредительстве. Такое же обвинение было предъявлено и В. Л. Корвин-Керберу, а их дела были объединены. Чем это заканчивается уже было известно по только-что отгремевшему Шахтинскому делу. К концу 1929 г. всех осужденных за этот год авиаторов собрали в первую авиационную «шарагу» — ЦКБ 39 ОГПУ им. Менжинского.
Оставшись один, В. Б. Шавров разобрал самолёт и переправил его в ангар на Комендантском аэродроме. Только следующим летом амфибия была вновь собрана и испытана в Гребном порту. 31 августа 1929 г. лётчик Б. В. Глаголев и механик Н. Н. Фунтиков совершили на ней перелет в Москву, взлетев с Невы и через 5 час. 30 мин совершив посадку на Центральном аэродроме. Здесь самолёт был испытан в НИИ ВВС. Комиссии под председательством начальника НИИ ВВС П. И. Баранова гидроплан представляли лётчики Б. В. Глаголев, М. П. Коровкин и А. В. Чекарев. Было признано, что для серийного варианта амфибии необходимо увеличить мощность двигателя с 85 до 100 л.с.
Следует заметить, что во время допроса на следствии, В. Л. Корвин-Кербер оценил готовность амфибии (название Ш-1 самолёт получил при представлении в НИИ ВВС) в 85 %. 15 % он оставил на доводку конструкции по результатам испытаний.

Кстати, авиаконструктор А. С. Москалев, пришедший на завод «Красный лётчик» уже после ареста В. Л. Корвин-Кербера и не знавший истории постройки самолёта, но наблюдавший работу В. Б. Шаврова, когда тот готовил амфибию к серийному производству, в своих воспоминаниях с сомнением и не без иронии писал:
Вадим Борисович, талантливый конструктор, удивительным образом вмещал в себе целое ОКБ. Я не знаю, помогал ли кто-нибудь ему в проектировании и разработке амфибии. Говорю не об общем виде и эскизном проекте — здесь главный конструктор того времени в помощниках не нуждался, а в разработке деталей, расчете, вычерчивании планов, стапелей и т. д. ему требовались помощники… Вадим Борисович ходил с логарифмической линейкой и острым перочинным ножом. Внимательно смотрел на части своей машины, что-то раздумывал, считал на линейке, и затем своим ножичком аккуратно строгал, облегчая стрингера, полки лонжеронов и т. п. … Когда за испытание взялся лётчик Б. В. Глаголев, то у него с взлетом все оказалось нормальным. В этом случае рядом с ним сидел и конструктор. После набора высоты и полета по кругу Глаголев повел самолёт на посадку. Волнение было около 0,5-0,7 м, мы ходили на катере недалеко от места посадки на всякий случай, как положено, нагруженные спасательной оснасткой. Но вот видим грубоватую посадку. Ш-2 скользнув по волне, снова несколько взмыла, а затем видим брызги, нос Ш-2 в воде, хвост свечкой и рядом плавают в «кепках» Б. В. Глаголев и В. Б. Шавров. Оказалось, что «строгать» верхний стрингер лодки в районе кабины было нельзя. Как раз здесь лодка и сломалась.А. С. Москалёв «Голубая спираль». // Мемуары — Воронеж: 1999

В 1931 г., когда в памяти все было свежо, в журнале «Гражданская авиация» В. Б. Шавров писал:
Самостоятельную деятельность начал в 1929 году, выступив с проектом первого у нас самолёта-амфибии — типа, не входившего тогда ни в какие планы. Первую машину возможно было осуществить только по линии Осоавиахима, который пошел навстречу. Для ускорения дела я решил построить самолёт своими руками. Нашелся и компаньон — моторист. Вдвоем мы с этой работой справились и в течение года построили самолёт. Квалификации хватило, хотя ни один из нас до того самолично самолётов не строил. Постройка велась в комнате ленинградской квартиры на третьем этаже…В. Б. Шавров «Гражданская авиация»., 1931.

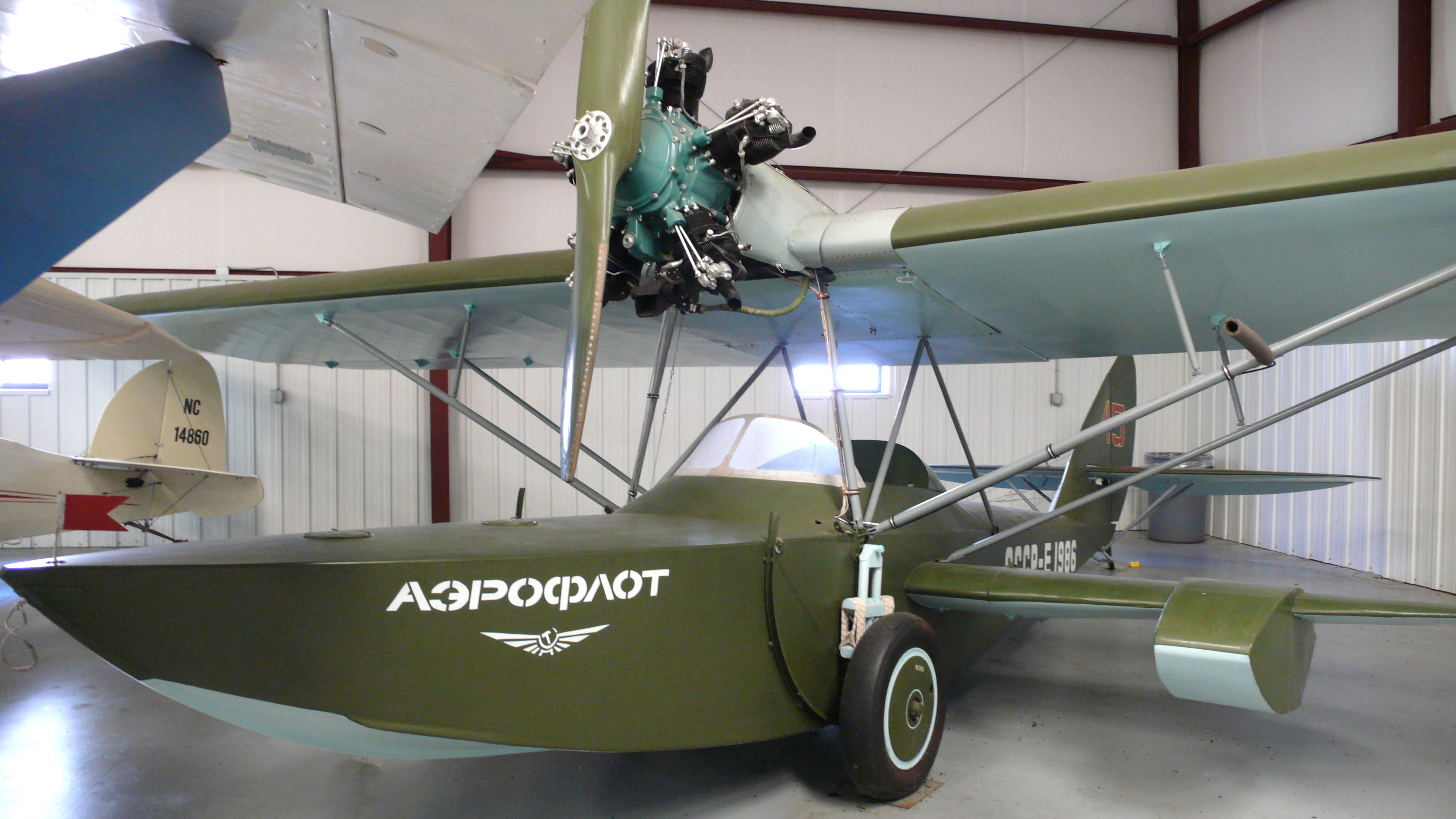
Амфибия Ш-2 в музее Сент-Луис (США)

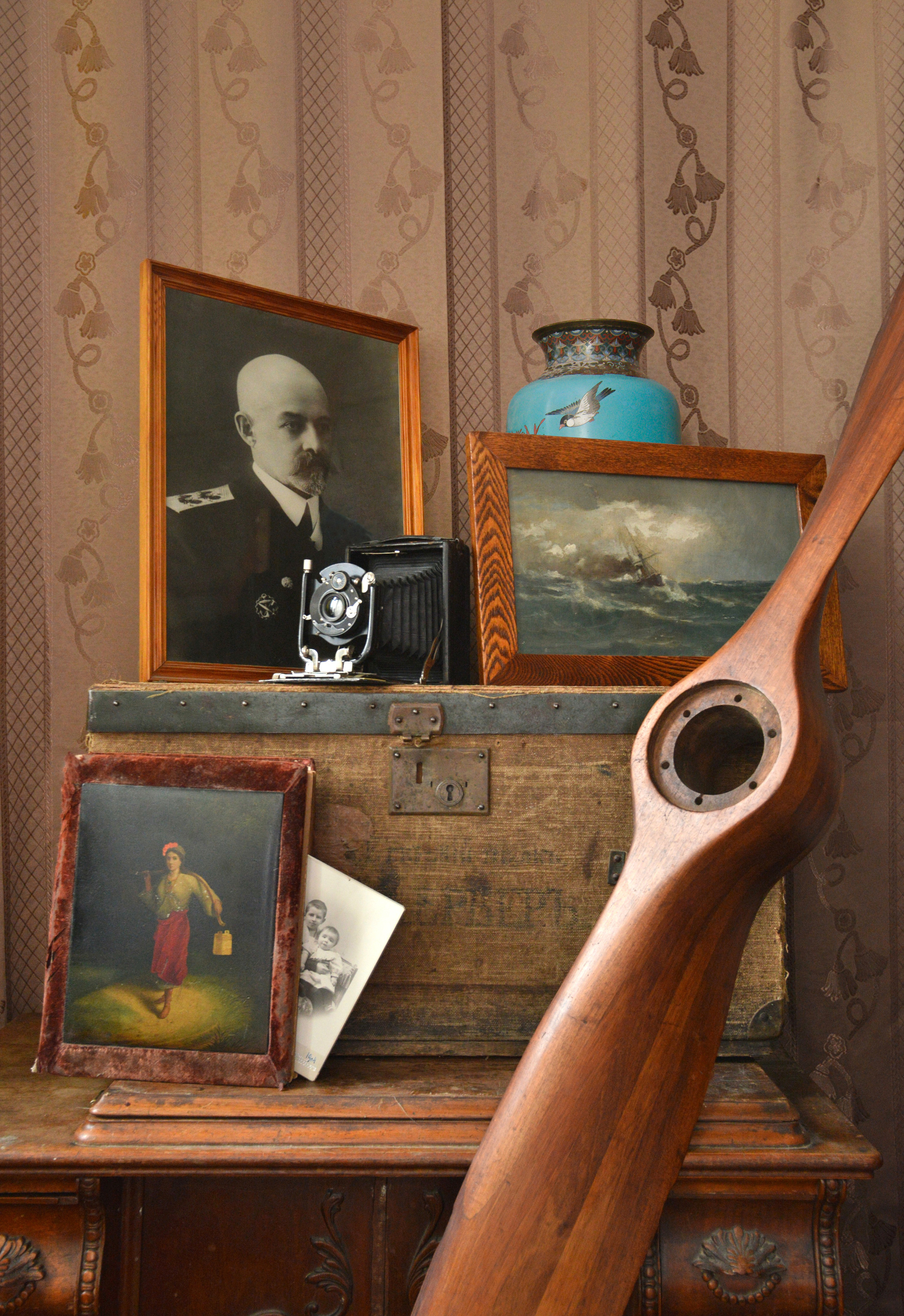
Подлинный винт Ш-1, сохранённый в семье В. Л. Корвин-Кербера

Как видно, В. Б. Шавров на целый год перенес и сроки начала строительства, и совершенно «забыл» о ключевом его участнике, хотя комнату и квартиру этого участника упомянул. Только через 40 лет в своем двухтомнике «Истории конструкций самолётов в СССР» В. Б. Шавров назвал и В. Л. Корвин-Кербера. Возможно тогда, в 1931 году, когда В. Л. Корвин-Кербер находился в заключении и будущее его выглядело весьма сомнительным, Вадим Борисович принял «мудрое» решение. Дистанцировавшись от «врага народа» он, тем самым, сохранил проект и довёл самолёт до серийного выпуска. Рекомендации НИИ ВВС потребовали от него внесения лишь отдельных конструктивных изменений, связанных с изменением центра тяжести самолёта из-за рекомендованного более мощного и тяжелого двигателя. Уже под названием Ш-2 амфибия выпускалась серийно. Ей была уготовлена очень долгая жизнь.
Что касается В. Л. Корвин-Кербера, то после того, как он оказался на свободе, Б. Г. Чухновский как реликвию передал ему воздушный винт от опытного образца Ш-1, чудом не пострадавший во время аварии на амфибии В. Чкалова. В 1934 году, вскоре после возвращения в Ленинград из заключения, единственный из всех участников создания первой советской амфибии, Виктор Львович Корвин-Кербер неожиданно был премирован квартирой в «Доме специалистов» на Лесном пр. Странное было время, власть могла одной рукой наказать, а другой приласкать.

## Технические данные
- Экипаж: 2 человека (пилот и механик) + 1 пассажир
- Длина: 7,7 м
- Высота: 3,1 м
- Размах крыла: 10,7 м
- Площадь крыла: 24,6 м²
- Масса:
  - пустого самолёта: 535 кг
  - нормальная взлётная: 790 кг
- Тип двигателя: «Вальтер»
- Мощность: 85 л.с.
- Максимальная скорость: 125 км/ч
- Крейсерская скорость: 104 км/ч
- Практическая дальность: 400 км
- Практический потолок: 2470 м